# 전능 역설
전능 역설은 전능하다고 여겨지는 존재(이하 전능자)에 논리를 적용할 때 발생하는 철학의 역설 중 하나다.

## 역설
기본적인 문제는
전능자는 자신의 전능함을 제한하여 전능하지 않은 존재가 될 수 있는가?
다. 자신의 전능함을 없앨 수 없다면, 그 전능자는 불가능한 일이 있는 것이 되므로 전능자가 아니게 된다. 반면에 자신의 전능함을 없앨 수 있다면, 그것을 실행하는 순간 전능자가 없어져버린다.
일부 철학자들은 이 역설을 전능자가 없다는 증거로 삼았다. 다른 철학자들은 이 역설이 전능하다는 개념(이하 전능성)에 대한 오해 내지는 오용에서 발생한다고 주장한다. 또한 철학자 중에서는 “어떠한 존재는 전능하느냐 그렇지 않느냐의 하나의 상태로만 존재할 수 있다.”고 가정하는데서 오는 가짜 역설이라고 하는 사람도 있다.
종종 이 역설은 아브라함계 종교의 신을 가지고 설명되지만, 전능자를 그것으로 제한할 필요는 없다. 중세 이후 철학자들은 다양한 방법으로 이 역설을 사용했다. 고전적인 예로
전능자가 너무 무거워서 누구도 들 수 없는 바위를 만들 수 있는가?
라는 것이 알려져있다. 그러한 바위를 만들 수 없다면 전능하지 않게 되고, 만들 수 있을 경우 전능자가 그 돌을 들어올릴 수 없기 때문에 역시 전능하지 않게 된다. 이 표현에는 약간의 결함이 있지만, 유명하기 때문에 이 역설이 분석되어온 다양한 방법을 묘사하는데 편하다.
전능의 역설을 정확하게 분석하기 위해서는 전능성에 대한 정확한 정의가 필요하다. 전능의 정의는 문화와 종교에 따라 다르고, 철학자에 따라서도 다르다. 일반적인 정의는 뭐든지 할 수 있다는 것이다. 그러나 이것으로는 역부족이다. 예를 들어, 전능성을 어떠한 논리의 뼈대에 속박되지 않고 움직일 수 있다는 것으로 정의된다면, 이 역설은 성립될 수 없다. 이 문제에 대한 근현대의 노력은 의미론적인 연구, 즉 전능성 자체를 유의미하게 기술할 수 있는가 하는 점을 포함한다. 그러나 처음부터 전능자가 모든 것을 할 수 있다고 정의하면, 이 글에 좌우되지 않고 그 돌을 들어올릴 수 없는 것도 하나의 능력이 된다.

## 전능의 정의
전능의 역설에 대해 토론할 때 전능성에는 몇 가지 의미가 있다. 호프만에 의하면 그것은 어떠한 상황도 일으킬수 있는 힘이다. 그러나 그 상황에 포함되는 것은 논쟁의 대상이 된다. 데카르트를 비롯한 철학자들은 논리적으로 불가능한 사건을 일으키는 능력도 포함했다. 예를 들어, 유한한 우주의 중심에서 입방체가 형태를 잃거나, 일반적인 수체계에서 1과 2가 동등하거나 하는 것은 논리적으로 불가능하다. 전능자가 형태가 없는 입방체를 만드는 것이 가능하다는 것을 증명할 경우 전능자가 논리법칙에 속박되지 않는 것을 증명할 수 있다.
토마스 아퀴나스와 같은 철학자는 전능자가 전능하기 위해서 논리적으로 불가능한 일을 할 필요는 없다고 주장한다. 이 경우, 전능자는 논리적으로 가능한 모든 일을 하는 힘을 가진다.
이러한 두 가지 개념에서 전능성의 한계가 다르므로, 전능의 역설을 풀고자 할 경우 양자를 구분하는 것이 중요하다.
전능성을 특정 존재에 적용할 경우, 몇가지 다른 방법이 있다. 본질적으로 전능(essentially omnipotent)한 존재로 할 것인가, 우발적으로 전능(accidentally omnipotent)한 존재로 할 것인가다. 전자는 항상 전능한데 비해, 후자는 일시적으로 전능성을 띠었다가 그 뒤에는 전능하지 않게된다. 전능의 역설은 둘 사이의 차이가 적용된다.

## 철학자의 회답
통상적으로 전능의 역설은 전능자가 자신이 들어올릴 수 없는 바위를 만들 수 있는가 하는 물음으로 표현된다. 이 물음은 다음과 같이 분석할 수 있다.
1. 전능자는 자신이 들어올릴 수 없는 바위를 만들 수 있거나 없거나 둘 중 하나다.
2. 만약 그 존재가 자신이 들어올릴 수 없는 바위를 만들 수 있다면, 그 존재는 전능하지 않다.
3. 만약 그 존재가 자신이 들어올릴 수 없는 바위를 만들 수 없다면, 그 존재는 전능하지 않다.

이것은 또다른 고전적인 역설인 저항할 수 없는 능력의 역설을 반영한다. 그 역설은 저항할 수 없는 능력과 절대 움직이지 않는 것이 만나면 어떻게 되는가 하는 것이다. 그에 대한 하나의 답변은 다음과 같다. 만약 저항할 수 없는 힘이 있다면 애초에 진정한 절대 움직이지 않는 것은 존재하지 않게 된다. 반대로 절대 움직이지 않는 것이 존재한다면, 진정한 저항할 수 없는 힘은 존재하지 않게 된다. 전능의 역설은 또 다른 비슷한 철학적인 역설인 할아버지의 역설과 관련되어있다. 전능성에 대한 일상적인 정의 속에는 종종 시간여행 능력이 포함되어있다.
다음과 같은 요청에 의해 역설을 해소하자는 입장도 있을 수 있다.
1. 그 존재는 만들어진 시점에서는 들어올릴 수 없는 돌을 만들 수 있다.
2. 하지만 그 존재는 전능하기 때문에, 나중에 언제든지 들어올릴 수 있을 정도로 돌을 가볍게 할 수 있다. 그래서 그 존재를 전능하다고 하는 것은 여전히 합리적이다.

하지만 여기에 대해서는 자신도 무게를 바꿀 수 없는 돌을 만들 수 있는가 하는 반박이 있을 수 있다. 또한 이러한 상황이 전능자의 요건으로 요구될 경우, 전능자의 자유의지를 제한한다는 주장도 있다.

## 같이 보기
- 괴델의 불완전성 정리
- 악의 문제